# Radermachera eberhardtii
Radermachera eberhardtii là một loài thực vật có hoa trong họ Chùm ớt. Loài này được Dop miêu tả khoa học đầu tiên năm 1926.